# Vicente Beltrán Grimal
Vicente Beltrán Grimal (Sueca, 12 de marzo de 1896 - Valencia, 23 de mayo de 1963) fue un escultor español.

## Biografía
Académico de la Real de San Carlos de Valencia. Catedrático de la Escuela de Bellas Artes de San Carlos de Valencia, donde llegó a ser Director durante la guerra civil española.
Primera medalla de oro de la Exposición Nacional de Escultura por su obra "Aurora" en 1930. Ganó en 1933 el concurso Nacional de Escultura con su "Alegoría de la música" 
Es detenido y condenado a muerte después de la guerra civil. Sale definitivamente de prisión en 1941, por haber sido sobreseída su causa. En 1946 se le rehabilita en su antiguo cargo de Catedrático de la Escuela de Bellas Artes de San Carlos. Gana el primer premio en la Bienal de Arte Hispanoamericano en Valencia en 1951. Fallece en Valencia el 23 de mayo de 1963.

## Obras
- Dos esculturas para la fachada del Ayuntamiento de Valencia, representando "Fortaleza" y "Templanza" (1928). Cuatro relieves de cuatro enjutas correspondientes a dos arcos de su Salón de Fiestas,
- “Aurora”, medalla de oro de la Exposición Nacional de Escultura de 1930.
- “Añoranza" (desnudo femenino), tercera medalla de la Exposición Nacional de Escultura.
- “Aretusa”, segunda medalla en la Exposición Nacional de Escultura, (1926)
- "Polifemo y Galatea", premio Góngora, (1927).
- "Las tres hijas del Sol" (1925). Piedra (106 x 112'5 x 15 cm.) Museo de Bellas Artes, Valencia.
- "Danzarina"(Ca. 1931). Madera (175 x 139 x 38 cm). Museo de Bellas Artes, Valencia
- "La República" (1932). Madera (210 x 70 x 65 cm). Desaparecida en 1939.
- "Mujer recogiéndose el pelo" (Ca. 1950). Madera (76 x 19 x 18cm.) Col. Jorge Beltrán